# Walter Runciman (1er vicomte Runciman de Doxford)
Pour les articles homonymes, voir Walter Runciman et Runciman.
Walter Runciman (19 novembre 1870 - 14 novembre 1949) est un homme politique libéral puis national-libéral au Royaume-Uni.

## Jeunesse
Il est le fils du magnat du transport maritime Walter Runciman. Il fait ses études au South Shields High School et au Trinity College de Cambridge, où il obtient un MA en histoire en 1892.

## Carrière politique

### 1899–1913
Il se présente sans succès à Gravesend lors d'une élection partielle en 1898, mais est élu député de Oldham en 1899, à une élection partielle, battant les candidats conservateurs, James Mawdsley et Winston Churchill. Après avoir gagné, Runciman aurait déclaré à Churchill : « Ne vous inquiétez pas, je ne pense pas que ce soit la dernière fois que le pays ait entendu parler de nous ». L'année suivante dans aux élections générales britanniques de 1900 Churchill s'oppose de nouveau à Runciman et le bat.
Runciman est réélu au Parlement pour Dewsbury lors d'une élection partielle en janvier 1902 et gravit régulièrement les échelons du Parti libéral. Réformateur progressiste centriste il est nommé secrétaire parlementaire du conseil du gouvernement local par Sir Henry Campbell-Bannerman en 1905, poste qu'il occupe jusqu'en 1907. Les amis de Runciman dans le cabinet de Campbell-Bannerman sont Sydney Buxton, Charles Hobhouse et John Morley tous à gauche.
Il est ensuite secrétaire financier du Trésor jusqu'en 1908. En avril de cette année, il est admis au Conseil privé et nommé à son premier poste au Cabinet, président du Board of Education, par le nouveau Premier ministre, Herbert Henry Asquith, poste qu'il conserve pendant trois ans. Il y est assisté par Charles Mallet.
Il sert ensuite trois autres années en tant que président du Board of Agriculture. Runciman ne voulait pas la guerre avec l'Allemagne et préférait une entente avec elle, mais comme d'autres membres du Cabinet, il n'est pas en mesure d'exercer une grande influence sur la politique étrangère.
Runciman est un ami personnel de Margot Asquith et un collègue très apprécié du Cabinet. Il soutient la mission Haldane de 1912, dans un cabinet purgé dominé par des ligueurs libéraux partageant les mêmes idées. Lui et ses alliés croient qu'il y aurait la paix à long terme, car la marine allemande est « un luxe » trop cher pour le Reich,. Runciman fait également partie du groupe de McKenna qui s'oppose à l'escalade de la course aux armements et, en janvier 1914, s'oppose aux dépenses navales élevées de Churchill.
Runciman rejoint le « Council of War » de Lloyd George le 13 juin, qui est principalement destiné à disculper Lloyd George de toute implication dans le scandale Marconi. Runciman fait beaucoup pour encourager Lloyd George en tant que chancelier à développer le commerce.
Runciman encourage le dialogue politique, le socialisme et le mouvement de James Larkin en Irlande, que le cabinet cherche rapidement à dépénaliser. Runciman est l'un de ceux qui acceptent de lutter vigoureusement contre l'incident de Larne en saisissant des armes.

### Opposant à la guerre totale
En 1914, au début de la guerre, le président de la Chambre de commerce, John Burns, démissionne et, dimanche 2 août, Runciman est nommé pour lui succéder.
La chambre de commerce signale en octobre 1914 une accumulation de navires allemands à Hambourg ; un record de 187 navires sont entrés dans les ports britanniques le 15 octobre, ce qui signifie que la guerre semblait être bonne pour les affaires. Il approuve la fourniture de nourriture aux réfugiés belges. Le 12 janvier 1915, il accepte d'envoyer une note au gouvernement américain pour interdire toutes les importations de cuivre d'Irlande. Runciman est tout à fait favorable à la proposition de Lloyd George d'intervenir activement dans les conflits salariaux des syndicats, car « les hommes n'étaient pas dupes, mais épuisés... » ; une déclaration qui a précédé l'emploi de masse des femmes dans les usines. Runciman propose un projet de loi « réquisitionnant » les usines d'armement pour l'effort de guerre national. Siégeant entre McKenna et Hobhouse, il annonce un accord industriel pour payer un dividende garanti de 15% plus l'amortissement. Ils ont discuté de la possibilité de faire nationaliser les industries allemandes de la teinture en Angleterre et d'interdire les exportations de charbon. Runciman encourage Kitchener au dîner à retirer Sir John French du commandement du Corps expéditionnaire britannique (BEF). Ils ont également discuté de la destitution d'Asquith, puisque sa femme, Hilda Runciman, a qualifié le Premier ministre de « cervelle en difficulté ». Runciman est contre toute suggestion d'internement d'étrangers, mais ils étaient néanmoins confinés en grand nombre.

### À la Chambre de commerce

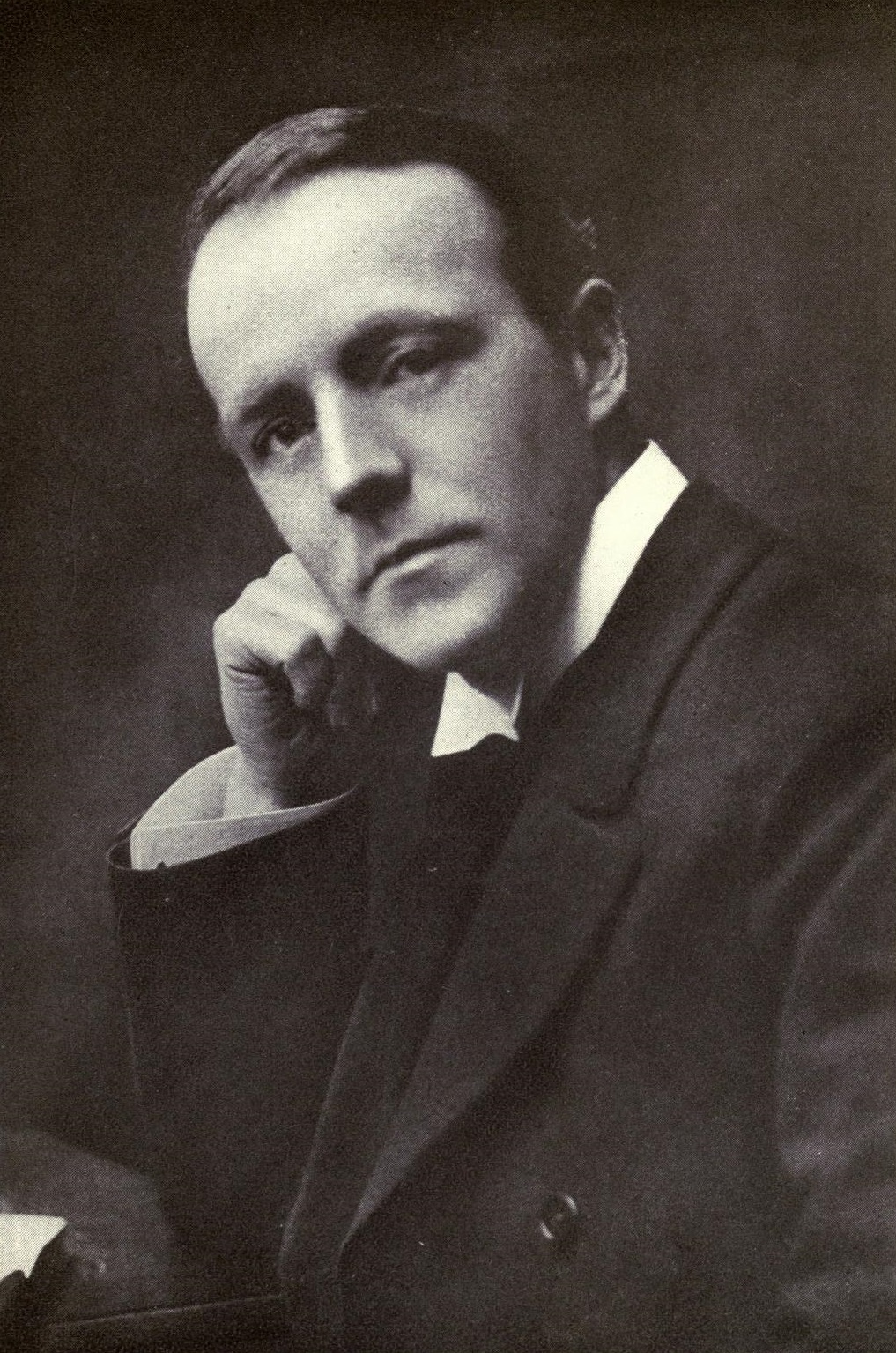
Runciman vers 1911

En mai 1915, après avoir demandé conseil à Edward Grey (1er vicomte Grey de Fallodon) au Foreign Office, Runciman accepte d'entrer dans le nouveau gouvernement de coalition d'Asquith, comme président de la Chambre de commerce. En octobre, le cabinet est en conflit ouvert, les conservateurs (et le chancelier, Lloyd George) exigeant l'introduction de la conscription. Il menace de démissionner sur la question, mais finalement ne l'a pas fait quand elle est inscrite dans la loi sur le service militaire de 1916. Comme McKenna, Runciman est contre la guerre totale dont le service obligatoire est une partie principale. Il n'apprécie pas la position sur les questions militaires des conservateurs, prééminents au gouvernement depuis le printemps 1916. Le  général Haig est convaincu qu'ils ont l'intention de diviser le cabinet contre Asquith. Runciman et ses alliés continuent de faire valoir que la conscription nuirait à l'effort de guerre en « appauvrissant l'industrie » ; Margot Asquith a déjà tenté de diviser l'axe au sein du Cabinet en invitant Runciman puis McKenna à prendre le thé séparément. Mais Runciman continue à entretenir de bonnes relations avec le chancelier car ils partagent les mêmes objectifs : améliorer les recettes commerciales, réduire la dette et augmenter la production.
Runciman démissionne avec le reste du gouvernement d'Asquith en décembre 1916. Il ne fait pas partie de la nouvelle coalition dirigée par David Lloyd George. Dans les divisions qui devaient faire rage au sein du Parti libéral au cours des sept années suivantes, Runciman reste dans l'opposition à Lloyd George, surtout lorsque ce dernier devient chef du parti en 1926. Il perd son siège en 1918 et échoue à se faire élire lors de l'élection partielle d'Édimbourg-Nord en 1920, mais est élu pour Swansea West en 1924.

### 1929–1940
Lors des élections générales britanniques de 1929, les libéraux émergent comme force d'équilibre entre les conservateurs et les travaillistes. Runciman est élu à St Ives, que sa femme Hilda l'emporte lors d'une élection partielle l'année précédente. Sydney Augustus Velden, agent libéral de St. Ives, joue un rôle déterminant dans l'élection de Runciman. Les Runcimans sont le premier couple à siéger au Parlement. Les libéraux se retrouvent vite fortement divisés sur la façon de répondre à la Grande Dépression, de continuer ou non à soutenir le gouvernement travailliste de Ramsay MacDonald et même sur la direction de base du parti.
En 1931, la cause du conflit est apparemment supprimée lorsque le gouvernement travailliste est remplacé par un gouvernement national multipartite. Cependant, une nouvelle division apparait quand il est proposé que le gouvernement national déclenche des élections générales pour demander un mandat pour introduire des tarifs protecteurs, une politique qui est inacceptable pour Runciman et de nombreux autres libéraux. Officiellement, les libéraux menacent de se retirer du gouvernement, mais un groupe dirigé par John Allsebrook Simon émerge chez les libéraux-nationaux, principalement composés de ceux qui s'étaient opposés au leadership de Lloyd George et qui sont prêts à continuer de soutenir le gouvernement national. Un compromis est trouvé par lequel chaque parti du gouvernement national fait campagne sur son propre manifeste.
Après que le gouvernement national ait remporté une majorité massive aux élections générales de 1931, le Cabinet est remanié. Il est jugé prudent d'équilibrer le comité clé du Cabinet qui prendrait les décisions sur les tarifs et Runciman est donc nommé président de la Chambre de commerce une fois de plus, croyant qu'il servirait de contrepoids au Chancelier de l'Échiquier protectionniste Neville Chamberlain. Cependant, comme les autres libéraux, Runciman en arrive à accepter le principe des tarifs, amendé en novembre 1931 à 10% en faveur d'une balance commerciale recommandée par une commission tarifaire. À la fin de 1932, les libéraux officiels (les Samuelites) démissionnent de leurs fonctions ministérielles, Runciman a failli démissionner avec eux. En 1933, les libéraux retirent complètement leur soutien au gouvernement national, mais Runciman reste en fonction, même s'il est président de la Fédération libérale nationale extra-parlementaire jusqu'en 1934. Il conclut le pacte Roca-Runciman avec l'Argentine, initié par ce pays pour éviter la limitation des importations de viande bovine argentine.
Runciman reste président de la Chambre de commerce jusqu'en mai 1937, lorsque Stanley Baldwin quitte la tête du gouvernement et que son successeur, Neville Chamberlain, n'offre à Runciman que la sinécure de Lord du sceau privé, une offre que Runciman refuse. En juin 1937, il est élevé à la pairie comme vicomte Runciman de Doxford, de Doxford dans le comté de Northumberland. Quatre ans plus tôt, son père avait été créé baron Runciman et l'ajout « de Doxford » est par conséquent utilisé pour se différencier du titre de son père. Il s'agit d'un cas rare d'un père et d'un fils siégeant à la Chambre des lords en même temps, le fils ayant un titre supérieur. Quelques mois plus tard, son père meurt et il hérite à la fois de la baronnie et de l'armement maritime de son père.

### Mission en Tchécoslovaquie
Runciman revient à la vie publique lorsque, au début d'août 1938, le Premier ministre Neville Chamberlain l'envoie en mission en Tchécoslovaquie pour arbitrer un différend (né à la suite de la mort de l'Allemand des Sudètes Wenzel Baierle, tué de plusieurs coups de couteau au cours d'une rixe à Glaserwald par Hoiden, réfugié politique dont la soeur fut tuée au cours du putsch de Vienne en 1934) entre le gouvernement de la Tchécoslovaquie et le Parti allemand des Sudètes (SdP), ce dernier représentant la minorité allemande installée dans les régions frontalières, connue sous le nom de Région des Sudètes. À l'insu de Runciman, le SdP, bien qu'il réclamait ostensiblement l'autonomie des Sudètes, a reçu des instructions de l'Allemagne nazie de ne parvenir à aucun accord sur la question et les tentatives de médiation échouent donc. Les tensions internationales augmentant en Europe centrale, Runciman est rappelé à Londres le 16 septembre 1938.
Son rapport controversé soutient la politique britannique à l'égard de la Tchécoslovaquie, qui aboutit au démembrement du pays en vertu des Accords de Munich.
Une autre controverse est née de l'utilisation par Runciman de son temps libre en Tchécoslovaquie passé principalement en compagnie de l'espion juif d'Hitler et ancienne maîtresse de Lord Rothermere, la princesse Stephanie von Hohenlohe et de l'aristocratie pro-SdP. Maria Dowling affirme que Runciman a passé la majeure partie de son temps en Tchécoslovaquie à se divertir avec des aristocrates allemands et écouter les plaintes des Allemands qui avaient souffert de la réforme agraire des années 1920.
Le rapport Runciman, publié à son retour à Londres, recommande le transfert des Sudètes à l'Allemagne nazie et affirme qu'il y a une discrimination massive contre les Allemands de souche en Tchécoslovaquie. Il contient une phrase restée célèbre : " Cela concerne un pays lointain dont nous ne connaissons rien " 
En octobre 1938, à la suite de l'accord de Munich, Chamberlain remanie son cabinet et nomme Runciman Lord président du Conseil. Il occupe ce poste jusqu'au début de la Seconde Guerre mondiale.

## Famille
Il épouse Hilda, fille de James Cochran Stevenson, en 1898. Ils ont deux fils et trois filles. Leur fille Margaret Fairweather (mariée à Douglas Fairweather) est la première femme à piloter un Spitfire et l'une des huit femmes pilotes sélectionnées par Pauline Gower pour rejoindre l'Air Transport Auxiliary. Margaret est tuée en 1944 en pilotant un Proctor. Leur deuxième fils, l'honorable Steven Runciman est historien. 
Walter Runciman meurt en novembre 1949, à l'âge de 78 ans, et son fils aîné, Leslie Runciman (2e vicomte Runciman de Doxford) (en), lui succède.